# Борщ, Лука Иванович
Борщ Лука Иванович (?—1919) — русский военный, полный кавалер солдатского Георгиевского креста.

## Биография
Дата рождения неизвестна. Место рождения Екатеринославская губерния.
Служил старшим унтер-офицером 1 Кавказского стрелкового полка, в пулеметной команде.
Был убит в 1919 году.

## Награды
- Награждён четырьмя солдатским Георгиевским крестом 4-х степеней.